# Maverick Viñales Ruiz
Maverick Viñales Ruiz   (Figueres, 12 de gener de 1995) és un pilot de motociclisme català que va ser campió del món de Moto3 el 2013. Des del 2015 competeix al mundial de MotoGP, on quedà en tercera posició final en dues temporades (2017 i 2019). Viñales és l'únic pilot a haver guanyat mai Grans Premis de MotoGP amb tres fabricants diferents (Suzuki, Yamaha i Aprilia).
El seu cosí, Isaac Viñales, és també pilot professional de motociclisme, mentre que un altre cosí seu, Dean Berta Viñales, es va morir el 2021 a quinze anys en un accident a Jerez durant el campionat del món de Supersport 300.

## Carrera esportiva

### Primers anys
Nascut a Figueres, Viñales ha viscut la major part de la seva vida a Roses. Va començar a competir en curses de minimotos a només tres anys i després passà a fer-ho en motocròs. El 2002 va canviar a les curses de velocitat i en disputà el campionat de Catalunya de 50cc. Tot seguit, competí fins al 2006 amb èxit en curses de 70cc amb motocicletes Metrakit. El 2007 fou campió de Catalunya de 125cc (categoria aleshores anomenada "PreGP125") i repetí l'èxit el 2008. Aquell any guanyà també el Mediterranean Trophy.
El 2009 debutà al campionat d'Espanya de velocitat (CEV) en categoria 125GP dins l'equip Blusens-BQR com a company de Miguel Oliveira i hi acabà subcampió per només quatre punts de diferència, esdevenint així "Debutant de l'any". Durant la temporada obtingué diversos podis, entre ells una victòria per gairebé quatre segons al circuit de Jerez. Casualment, coincidí a les curses amb el seu cosí Isaac, que corria amb un altre equip i que va quedar quart al campionat. El 2010, a quinze anys, Maverick va guanyar el campionat d'Espanya i el seu cosí (que mentrestant havia tingut l'oportunitat de participar en algunes curses del mundial) es va classificar en sisè lloc; a finals d'any, Maverick Viñales va guanyar també el Campionat d'Europa de 125cc, disputat a una sola cursa a Albacete.

### Mundial de 125cc i Moto3

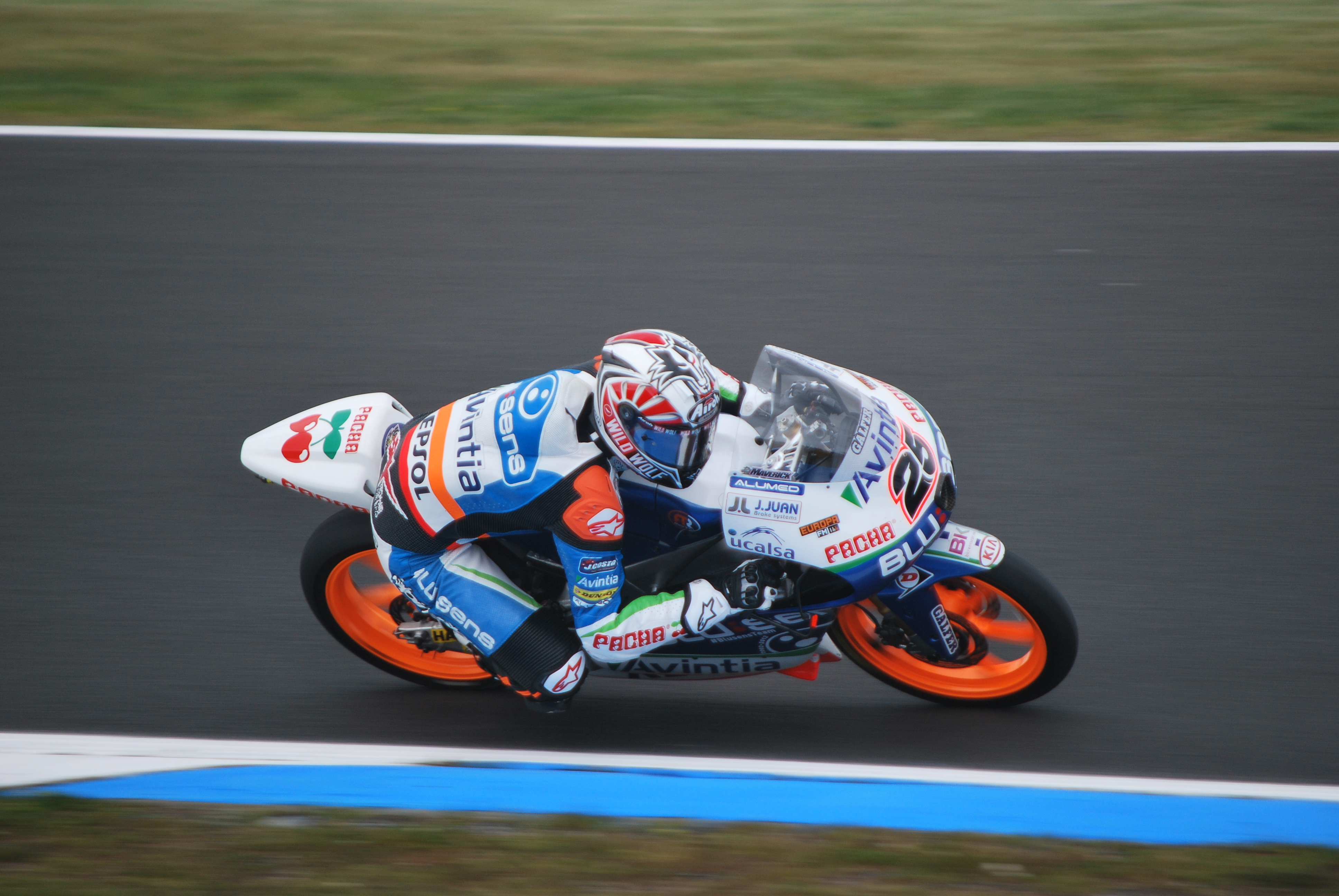
Amb l'FTR M312 al GP d'Austràlia de 2012

Maverick Viñales va debutar al mundial de 125cc l'any 2011, contractat per l'equip Aprilia Pev-Blusens-SMX-Paris Hilton, com a company de Sergio Gadea. El 15 de maig, en la seva quarta cursa, va aconseguir la seva primera victòria al mundial en vèncer a Le Mans després d'avançar a Nico Terol a l'últim revolt. Després va ser segon al Gran Premi de Catalunya i va obtenir la pole position al Gran Premi de Gran Bretanya, tot i que es retirà després a la cursa. Al Gran Premi dels Països Baixos va obtenir la seva segona victòria després de sortir des de la pole. Al Gran Premi d'Itàlia fou tercer i repetí resultat al Gran Premi d'Alemanya després de sortir des de la pole. Tornà al podi una vegada més, en segona posició, al Gran Premi d'Indianapolis. Al Gran Premi d'Aragó fou tercer. Guanyà al Gran Premi de Malàisia i a la darrera cursa de la temporada, el Gran Premi de la Comunitat Valenciana. Va acabar la temporada en tercer lloc, cosa que el convertí en el Rookie of the Year (Debutant de l'any) de la categoria.
El 2012 va córrer amb el mateix equip a la nova classe de Moto3, substituta dels 125cc, pilotant una FTR M312. Va aconseguir cinc victòries, dos segons llocs i cinc pole positions i acabà la temporada en tercera posició. El 19 d'octubre, a la vigília dels entrenaments lliures del Gran Premi de Malàisia, Viñales es va negar a córrer acusant l'equip de donar-li una moto poc competitiva.
El 2013 passà a l'equip Calvo, que li confià una KTM RC 250 GP. La seva companya d'equip fou Ana Carrasco. Viñales obtingué tres victòries, vuit segons llocs i quatre de tercers, a més de dues poles. El 10 de novembre, gràcies a la victòria al Gran Premi de la Comunitat Valenciana combinada amb el tercer lloc d'Àlex Rins i la caiguda de Luis Salom, Viñales es va proclamar campió del món de Moto3.

### Moto2
El 2014 va passar a Moto2 pilotant la Kalex de l'equip Pons HP 40 com a company de Luis Salom. Va obtenir quatre victòries, quatre segons llocs i un de tercer i acabà la temporada en tercera posició final.

### MotoGP

#### Suzuki (2015-2016)

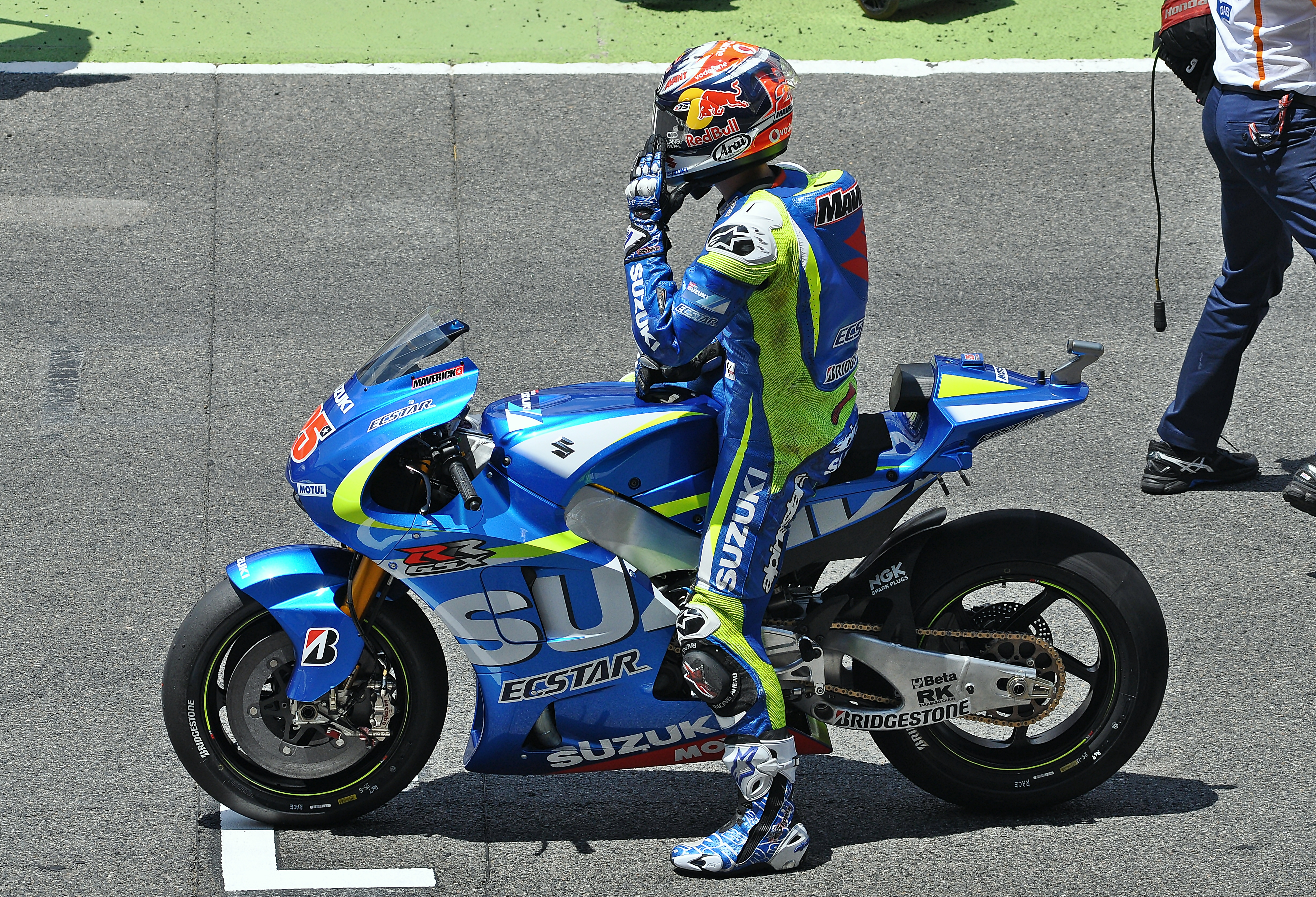
Amb la Suzuki GSX-RR a la graella de sortida del GP de Catalunya de 2015

El 2015 va debutar a la categoria de MotoGP amb l'equip Suzuki Ecstar, on tenia de company Aleix Espargaró. Va tancar la temporada en el dotzè lloc final. El 2016 es va mantenir en el mateix equip i va obtenir tres tercers llocs i una victòria (al Gran Premi de Gran Bretanya). Va acabar la temporada en quarta posició.

#### Yamaha (2017-2021)

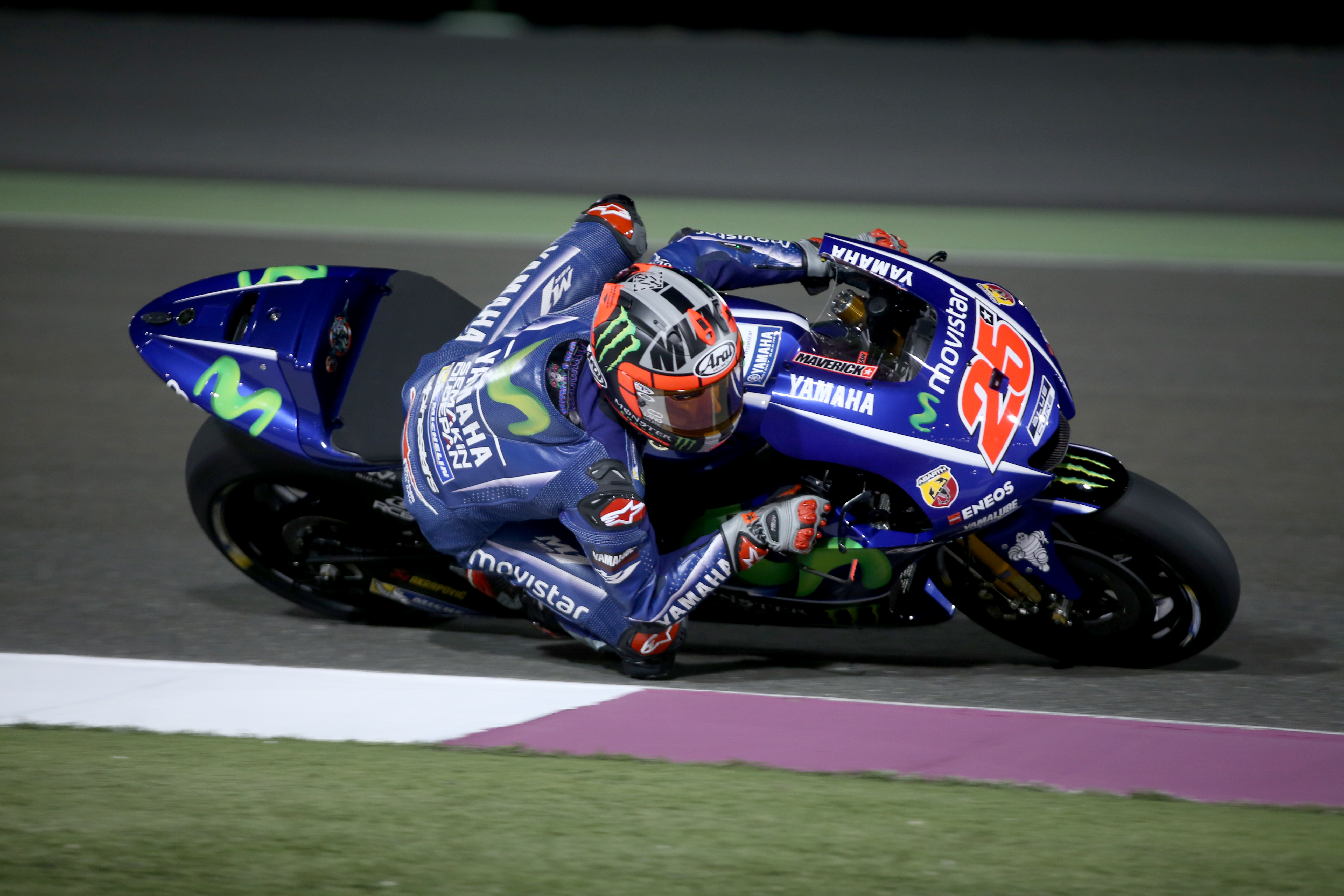
Amb la Yamaha YZR-M1 durant les proves de pretemporada del 2017 a Losail

El 2017 va deixar Suzuki per unir-se a Valentino Rossi dins l'equip oficial de Yamaha, ocupant el lloc de Jorge Lorenzo. El 26 de març va guanyar el Gran Premi de Qatar, en el seu debut amb la marca d'Iwata; va repetir l'èxit el 9 d'abril següent, al Gran Premi de l'Argentina. Després, a França, va aconseguir la seva tercera i última victòria de la temporada havent sortit des de la pole position. En la resta del campionat va obtenir dos segons llocs i dos de tercers i va acabar el campionat en tercer lloc final. El 2018 va guanyar el Gran Premi d'Austràlia, va quedar segon al Gran Premi de les Amèriques i va obtenir tres tercers llocs, acabant la temporada en quarta posició.
El 2019 va abandonar el número 25 com a dorsal per passar a dur el 12. Va aconseguir dues victòries, un segon lloc i quatre de tercers. Al Gran Premi de Catalunya va ser víctima, juntament amb Rossi i Andrea Dovizioso, de l'accident provocat per Jorge Lorenzo. Va acabar la temporada en tercer lloc. El 2020 va aconseguir una victòria al Gran Premi d'Emília-Romanya i dos segons llocs i va acabar la temporada en sisena posició.

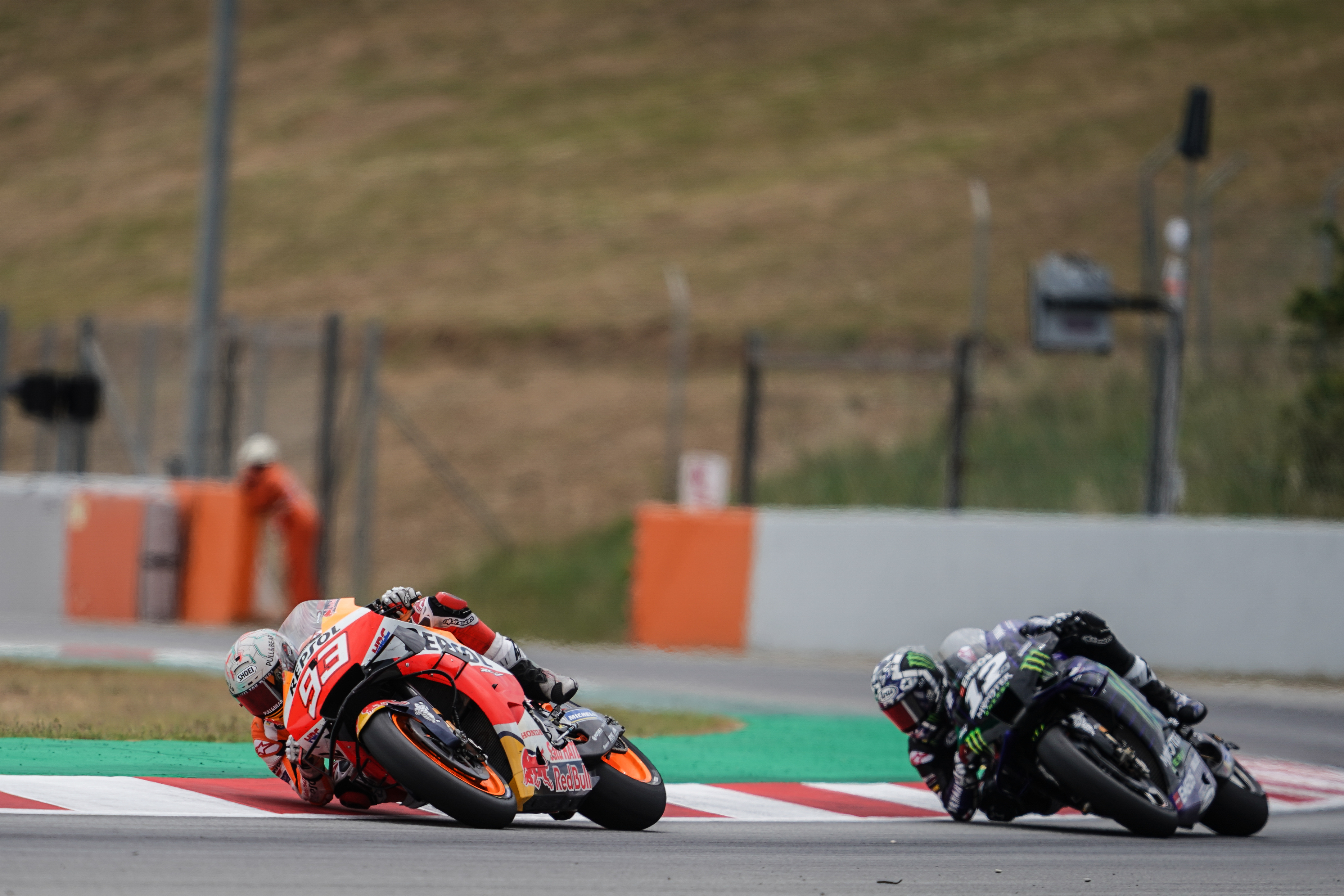
Viñales amb la Yamaha darrere de Marc Márquez a Montmeló el 2021

El 2021, després del pas de Rossi a l'equip satèl·lit Petronas Yamaha SRT, Viñales es trobà Fabio Quartararo com a nou company d'equip. Va guanyar a Qatar i va obtenir una pole al Gran Premi dels Països Baixos (on després va acabar segon darrere de Quartararo). El 28 de juny es va oficialitzar la rescissió del contracte entre Viñales i l'equip oficial Yamaha un cop acabada la temporada, trencant doncs l'associació amb el fabricant un any abans del previst; malgrat tot, el 12 d'agost, Viñales va ser suspès per Yamaha unes hores abans del Gran Premi d'Àustria, acusat d'haver fet canvis irregulars a la seva moto durant la ronda anterior a Estíria. Quatre dies després es va oficialitzar el proper pas de Viñales a l'equip oficial d'Aprilia per a la temporada 2022.

#### Aprilia (2021-2024)
El 20 d'agost de 2021, Yamaha va anunciar la rescissió consensuada del contracte amb el pilot, amb efecte immediat, com a conseqüència dels fets d'Estíria. Onze dies després Viñales va provar per primera vegada l'Aprilia RS-GP a Misano; l'endemà, el fabricant italià va fer oficial l'entrada anticipada del català a l'equip a partir del proper Gran Premi d'Aragó; Viñales prengué el relleu a l'equip de Lorenzo Savadori i s'hi trobà com a company a Aleix Espargaró, amb qui ja havia compartit equip durant l'etapa amb Suzuki. Al final de la temporada no va participar al Gran Premi de les Amèriques, afectat pel dol de la mort del seu cosí Dean Berta Viñales uns dies abans en el campionat del món de Supersport 300. Maverick va acabar el campionat del 2021, al qual hi va córrer primer amb Yamaha i després amb Aprilia, en desena posició final.
El 2022 va començar la seva primera temporada completa a l'equip oficial d'Aprilia. Al Gran Premi dels Països Baixos va aconseguir el seu primer podi amb la marca. Tornà a pujar al podi a Silverstone i Misano, acabant el campionat en onzena posició. El 2023 va aconseguir tres podis en cursa, tots ells segons llocs, i dos podis més en les curses Sprint de dissabte -una novetat introduïda aquella temporada-, tots dos tercers llocs; també va aconseguir la pole position al Gran Premi de la Comunitat Valenciana, cosa que no aconseguia de feia més de dos anys, aconseguint tancar la classificació general del mundial en la setena posició, per darrere d'Espargaró.
El 2024 guanyà la seva primera cursa Sprint a Portugal. En el següent Gran Premi, el de les Amèriques, protagonitzà el cap de setmana amb pole i victòries tant a la cursa Sprint de dissabte com a la de diumenge: tornà a triomfar després de més de tres anys. L'èxit d'Austin entrà als annals del campionat en ser Viñales el primer pilot de l'era de MotoGP capaç de guanyar un Gran Premi amb tres fabricants diferents (Suzuki, Yamaha i Aprilia).

#### KTM (2025-)
El 13 de juny de 2024 es va anunciar el seu retorn, després de dotze anys, a KTM a partir de la temporada del 2025 dins l'equip satèl·lit Tech 3, on tindrà Enea Bastianini de company.

## Vida personal
El seu nom, Maverick, li ve del protagonista de la pel·lícula Top Gun de 1986, el Tinent Pete "Maverick" Mitchell, interpretat per Tom Cruise. Als seus pares els va agradar tant la pel·lícula que van decidir posar aquest nom al seu primer fill, que va néixer nou anys després. Viñales ha lluït en algun Gran Premi un casc decorat amb els mateixos colors que els que duia Tom Cruise a la pel·lícula.
Des de l'estiu del 2015 fins al gener del 2017, Maverick Viñales va mantenir una relació sentimental amb la campiona del món de motocròs femení italiana Kiara Fontanesi. El febrer del 2021, Viñales es va casar amb Raquel Subirá, amb qui va tenir una filla, Nina, al maig. La família estiueja sovint a Roses.

## Resultats al Mundial de motociclisme

### Per temporada
| Temporada | Categoria | Moto            | Equip                          | Curses | Victòries | Podis | Poles | FLaps | Pts  | Posició | Títols |
| --------- | --------- | --------------- | ------------------------------ | ------ | --------- | ----- | ----- | ----- | ---- | ------- | ------ |
| 2011      | 125cc     | Aprilia RSA 125 | Blusens by Paris Hilton Racing | 17     | 4         | 9     | 3     | 3     | 248  | 3r      | –      |
| 2012      | Moto3     | FTR M312        | Blusens Avintia                | 15     | 5         | 7     | 5     | 1     | 207  | 3r      | –      |
| 2013      | Moto3     | KTM RC250GP     | Team Calvo                     | 17     | 3         | 15    | 2     | 3     | 323  | 1r      | 1      |
| 2014      | Moto2     | Kalex Moto2     | Paginas Amarillas HP 40        | 18     | 4         | 9     | 1     | 5     | 274  | 3r      | –      |
| 2015      | MotoGP    | Suzuki GSX-RR   | Team Suzuki Ecstar             | 18     | 0         | 0     | 0     | 0     | 97   | 12è     | –      |
| 2016      | MotoGP    | Suzuki GSX-RR   | Team Suzuki Ecstar             | 18     | 1         | 4     | 0     | 2     | 202  | 4t      | –      |
| 2017      | MotoGP    | Yamaha YZR-M1   | Movistar Yamaha MotoGP         | 18     | 3         | 7     | 5     | 4     | 230  | 3r      | –      |
| 2018      | MotoGP    | Yamaha YZR-M1   | Movistar Yamaha MotoGP         | 18     | 1         | 5     | 1     | 2     | 193  | 4t      | –      |
| 2019      | MotoGP    | Yamaha YZR-M1   | Monster Energy Yamaha MotoGP   | 19     | 2         | 7     | 3     | 1     | 211  | 3r      | –      |
| 2020      | MotoGP    | Yamaha YZR-M1   | Monster Energy Yamaha MotoGP   | 14     | 1         | 3     | 3     | 0     | 132  | 6è      | –      |
| 2021      | MotoGP    | Yamaha YZR-M1   | Monster Energy Yamaha MotoGP   | 10     | 1         | 2     | 1     | 1     | 95   | 10è     | –      |
| 2021      | MotoGP    | Aprilia RS-GP   | Aprilia Racing Team Gresini    | 5      | 0         | 0     | 0     | 0     | 11   | 10è     | –      |
| 2022      | MotoGP    | Aprilia RS-GP   | Aprilia Racing                 | 20     | 0         | 3     | 0     | 0     | 122  | 11è     | –      |
| 2023      | MotoGP    | Aprilia RS-GP   | Aprilia Racing                 | 20     | 0         | 3     | 1     | 1     | 204  | 7è      | –      |
| 2024      | MotoGP    | Aprilia RS-GP   | Aprilia Racing                 | 20     | 1         | 1     | 1     | 1     | 190  | 7è      | –      |
| Total     | Total     | Total           | Total                          | 247    | 26        | 75    | 26    | 24    | 2739 |         | 1      |

### Per categoria
| Categoria | Temporada       | 1a Cursa        | 1r Podi         | 1a Victòria        | Curses | Victòries | Podis | Poles | FLaps | Pts  | Títols |
| --------- | --------------- | --------------- | --------------- | ------------------ | ------ | --------- | ----- | ----- | ----- | ---- | ------ |
| 125cc     | 2011            | 2011 Qatar      | 2011 França     | 2011 França        | 17     | 4         | 9     | 3     | 3     | 248  | 0      |
| Moto3     | 2012–2013       | 2012 Qatar      | 2012 Qatar      | 2012 Qatar         | 32     | 8         | 22    | 7     | 4     | 530  | 1      |
| Moto2     | 2014            | 2014 Qatar      | 2014 Amèriques  | 2014 Amèriques     | 18     | 4         | 9     | 1     | 5     | 274  | 0      |
| MotoGP    | 2015–actualitat | 2015 Qatar      | 2016 França     | 2016 Gran Bretanya | 180    | 10        | 35    | 15    | 12    | 1687 | 0      |
| Total     | 2011–actualitat | 2011–actualitat | 2011–actualitat | 2011–actualitat    | 247    | 26        | 75    | 26    | 24    | 2739 | 1      |

### Curses per any
Barem de puntuació de 1993 ençà:
| Posició | 1  | 2  | 3  | 4  | 5  | 6  | 7 | 8 | 9 | 10                | 11                | 12                | 13                | 14                | 15                |                   |
| Cursa   | 25 | 20 | 16 | 13 | 11 | 10 | 9 | 8 | 7 | 6                 | 5                 | 4                 | 3                 | 2                 | 1                 |                   |
| Sprint  | 12 | 9  | 7  | 6  | 5  | 4  | 3 | 2 | 1 | [ Nota Sprint 1 ] | [ Nota Sprint 1 ] | [ Nota Sprint 1 ] | [ Nota Sprint 1 ] | [ Nota Sprint 1 ] | [ Nota Sprint 1 ] | [ Nota Sprint 1 ] |

1. ↑  La cursa Sprint per a la categoria MotoGP va ser introduïda la temporada del 2023

(Ids. Grans Premis | Llegenda) (Curses en negreta indiquen pole; curses en  itàlica indiquen volta ràpida; les posicions en superíndex són les de la cursa Sprint)
| Any  | Categoria | Moto      | 1       | 2        | 3       | 4        | 5        | 6       | 7       | 8        | 9       | 10      | 11      | 12      | 13      | 14      | 15      | 16       | 17      | 18      | 19      | 20      | Pos | Pts |
| ---- | --------- | --------- | ------- | -------- | ------- | -------- | -------- | ------- | ------- | -------- | ------- | ------- | ------- | ------- | ------- | ------- | ------- | -------- | ------- | ------- | ------- | ------- | --- | --- |
| 2011 | 125cc     | Aprilia   | QAT 9   | ESP Ret  | POR 4   | FRA 1    | CAT 2    | GBR Ret | NED 1   | ITA 3    | GER 3   | CZE 6   | INP 2   | SM 7    | ARA 3   | JPN 4   | AUS 8   | MAL 1    | VAL 1   |         |         |         | 3r  | 248 |
| 2012 | Moto3     | FTR Honda | QAT 1   | ESP 6    | POR 2   | FRA Ret  | CAT 1    | GBR 1   | NED 1   | GER 17   | ITA 1   | INP Ret | CZE 4   | SM 5    | ARA DNS | JPN 2   | MAL WD  | AUS Ret  | VAL 8   |         |         |         | 3r  | 207 |
| 2013 | Moto3     | KTM       | QAT 2   | AME 2    | ESP 1   | FRA 1    | ITA 3    | CAT 3   | NED 2   | GER 3    | INP 3   | CZE 2   | GBR 4   | SM 2    | ARA 2   | MAL 5   | AUS 2   | JPN 2    | VAL 1   |         |         |         | 1r  | 323 |
| 2014 | Moto2     | Kalex     | QAT 4   | AME 1    | ARG Ret | ESP 5    | FRA 4    | ITA 9   | CAT 2   | NED 2    | GER 5   | INP 2   | CZE 6   | GBR 3   | SM 4    | ARA 1   | JPN 2   | AUS 1    | MAL 1   | VAL Ret |         |         | 3r  | 274 |
| 2015 | MotoGP    | Suzuki    | QAT 14  | AME 9    | ARG 10  | ESP 11   | FRA 9    | ITA 7   | CAT 6   | NED 10   | GER 11  | INP 11  | CZE Ret | GBR 11  | SM 14   | ARA 11  | JPN Ret | AUS 6    | MAL 8   | VAL 11  |         |         | 12è | 97  |
| 2016 | MotoGP    | Suzuki    | QAT 6   | ARG Ret  | AME 4   | ESP 6    | FRA 3    | ITA 6   | CAT 4   | NED 9    | GER 12  | AUT 6   | CZE 9   | GBR 1   | SM 5    | ARA 4   | JPN 3   | AUS 3    | MAL 6   | VAL 5   |         |         | 4t  | 202 |
| 2017 | MotoGP    | Yamaha    | QAT 1   | ARG 1    | AME Ret | ESP 6    | FRA 1    | ITA 2   | CAT 10  | NED Ret  | GER 4   | CZE 3   | AUT 6   | GBR 2   | SM 4    | ARA 4   | JPN 9   | AUS 3    | MAL 9   | VAL 12  |         |         | 3r  | 230 |
| 2018 | MotoGP    | Yamaha    | QAT 6   | ARG 5    | AME 2   | ESP 7    | FRA 7    | ITA 8   | CAT 6   | NED 3    | GER 3   | CZE Ret | AUT 12  | GBR C   | SM 5    | ARA 10  | THA 3   | JPN 7    | AUS 1   | MAL 4   | VAL Ret |         | 4t  | 193 |
| 2019 | MotoGP    | Yamaha    | QAT 7   | ARG Ret  | AME 11  | ESP 3    | FRA Ret  | ITA 6   | CAT Ret | NED 1    | GER 2   | CZE 10  | AUT 5   | GBR 3   | SM 3    | ARA 4   | THA 3   | JPN 4    | AUS Ret | MAL 1   | VAL 6   |         | 3r  | 211 |
| 2020 | MotoGP    | Yamaha    | ESP 2   | ANC 2    | CZE 14  | AUT 10   | STY Ret  | SM 6    | EMI 1   | CAT 9    | FRA 10  | ARA 4   | TER 7   | EUR 13  | VAL 10  | POR 11  |         |          |         |         |         |         | 6è  | 132 |
| 2021 | MotoGP    | Yamaha    | QAT 1   | DOH 5    | POR 11  | ESP 7    | FRA 10   | ITA 8   | CAT 5   | GER 19   | NED 2   | STY NC  | AUT     | GBR     |         |         |         |          |         |         |         |         | 10è | 106 |
| 2021 | MotoGP    | Aprilia   |         |          |         |          |          |         |         |          |         |         |         |         | ARA 18  | SM 13   | AME     | EMI 8    | ALR 16  | VAL 16  |         |         | 10è | 106 |
| 2022 | MotoGP    | Aprilia   | QAT 12  | INA 16   | ARG 7   | AME 10   | POR 10   | ESP 14  | FRA 10  | ITA 12   | CAT 7   | GER Ret | NED 3   | GBR 2   | AUT 13  | SM 3    | ARA 13  | JPN 7    | THA 7   | AUS 17  | MAL 16  | VAL Ret | 11è | 122 |
| 2023 | MotoGP    | Aprilia   | POR 25  | ARG 127  | AME 4   | ESP Ret7 | FRA Ret9 | ITA 12  | GER Ret | NED Ret7 | GBR 53  | AUT 68  | CAT 23  | SM 56   | IND 8   | JPN 199 | INA 24  | AUS 11   | THA Ret | MAL 11  | QAT 46  | VAL 104 | 7è  | 204 |
| 2024 | MotoGP    | Aprilia   | QAT 109 | POR Ret1 | AME 1   | ESP 9    | FRA 53   | CAT 128 | ITA 85  | NED 53   | GER 127 | GBR 138 | AUT 7   | ARA Ret | SM 16   | EMI 6   | INA 67  | JPN Ret9 | AUS 8   | THA 7   | MAL 7   | SLD 15  | 7è  | 190 |